# Regős Anna
Regős Anna (Budapest, 1960. június 24.–) Ferenczy Noémi-díjas magyar textiltervező iparművész.

## Életrajz
- 1985 – Diploma a Magyar Iparművészeti Főiskolán (ma: Moholy-Nagy Művészeti Egyetem), Szövöttanyag tervező szak. Mesterei: Szilvitzky Margit, Pauli Anna
- 1987-89 – Óraadó tanár, majd tanársegéd a Magyar Iparművészeti Főiskolán
- 1990 – Tagja a Magyar Képzőművészek és Iparművészek Szövetségének
- 1998 – Férjével, Regős Istvánnal létrehozza Szentendrén a Palmetta Design Galériát
- 2013 – Megnyitják a Palmetta Design és Textilművészeti Galériát Budapesten

## Díjak, ösztöndíjak
- 1985 – Nívódíj, diplomamunka
- 1986 – Ösztöndíj 1987-89, Pest Megyei Tanács
- 2003 – „Számítógépek újrahasznosítása-környezetvédelem” - Művészeti kategória, I. díj
- 2008 – Ferenczy Noémi-díj

## Egyéni kiállítások (válogatás)
- 1991 – Péter-Pál Galéria, Szentendre
- 1994 – Vajda Lajos Stúdió Pincegalériája, Szentendre
- 1995 – Ericsson Galéria, Budapest
- 1998 – Kék ló Galéria, Zalaegerszeg
- 1999 – Vigadó Galéria, Budapest
- 2002 – SzentendreiKéptár, Szentendre
- 2002 – Magma Lakásművészeti Galéria, Budapest
- 2003 – Barcsay Iskola Galéria, Szentendre
- 2003 – Retorta Galéria, Budapest
- 2003 – Secco Galéria, Budapest
- 2008 – Emlékképek a magyar textilipar múltjából, Fészek Művészklub, Herman terem, Budapest
- 2009 – 18. EuropArt, Genf, (CH)
- 2010 – Bardoni Galéria, Budapest
- 2012 – BTM Budapest Galéria, Budapest
- 2013 – Erdész Galéria, Szentendre

## Csoportos kiállítások (válogatás)
- 1987 – 7. Nemzetközi Miniatűrtextil Biennále, Képtár, Szombathely
- 1987 – I. Nemzetközi Minta Triennále, Műcsarnok, Budapest
- 1987 – Szentendrei Iparművészet, Meiningen (D)

## Művek gyűjteményekben
- Textilmúzeum, Lódz, (PL)
- Savaria Múzeum, Szombathely
- Ferenczy Múzeum Kortárs Gyüjteménye, Szentendre
- Közlekedési és Műszaki Múzeum, Budapest
- SCA Hungary, Graphysoft Park, Budapest
- Ericsson gyűjtemény, Budapest
- Goldberger Textilipari Gyűjtemény, Budapest

## Külső hivatkozások
- Regős Anna hivatalos oldala – www.regos.co.hu
- Regős Anna az Artportálon Archiválva 2015. február 21-i dátummal a Wayback Machine-ben

1. ↑  Kortárs Magyar Művészeti Lexikon. 3 Budapest: Enciklopédia Kiadó. 1999.   238. o.